# El Aguacate (centrala Tantoyuca kommun)
El Aguacate är en ort i Mexiko.   Den ligger i kommunen Tantoyuca och delstaten Veracruz, i den sydöstra delen av landet, 240 km norr om huvudstaden Mexico City. El Aguacate ligger 178 meter över havet och antalet invånare är 487.
Terrängen runt El Aguacate är huvudsakligen platt. El Aguacate ligger uppe på en höjd. Runt El Aguacate är det ganska tätbefolkat, med 72 invånare per kvadratkilometer. Närmaste större samhälle är Tantoyuca, 3,6 km söder om El Aguacate. Trakten runt El Aguacate består till största delen av jordbruksmark.